# Villalazán
Villalazán è un comune spagnolo di 387 abitanti situato nella comunità autonoma di Castiglia e León.